# Шмоулефельд Файнер, Хагар
Хагар Файнер (ивр. הגר פיינר‎, род. 15 октября 1984 в Тель-Авиве) — профессиональный израильский боксёр, четырехкратная чемпионка мира по боксу в легчайшем весе (категория вес «мухи» — до 50,802 кг)
.

## Биография
Хагар Шмоулфельд Файнер родилась в Тель-Авиве (Израиль) 15 октября 1984. Свою карьеру в спорте она начала в 13 лет с восточных единоборств, а именно карате. К 17 годам она завоевала титул чемпионки Израиля в своем стиле, после чего сменила направление на бокс, под руководством её тренера Раанана Таля. В 2012 году она сменила тренера. Её новым тренером стал Лиор Давид.
10 октября 2009 Хагар завоевала титул чемпиона мира по боксу WIBF (всемирной боксерской ассоциации женщин). Она завоевала этот титул в битве в Германии против боксера с Украины Оксаны Романовой победой в шестом раунде техническим нокаутом. Этому сражению предшествовало несколько попыток выиграть титул чемпиона мира в различных весовых категориях, одна из самых известных из них была проведена в Германии 30 ноября 2007 года с немецкой боксершей Региной Хеймлих.
29 апреля 2010 года Хагар сохранила титул после победы над соперницей из Армении Агнес Буссе, отправив ту в нокаут за минуту до конца пятого раунда. Бой проходил на Nokia Arena в Тель-Авиве. 30 октября 2010 Хагар сохранила звание второй раз после победы над немецкой конкуренткой Юлии Ашин, присужденной решением судей, после десяти раундов по две минуты, состоявшейся в Онтарио, Канада.
22 января 2011 года состоялся матч во Франции, где Хагар одержала победу над Надгой Жикора, сохранив свой титул чемпиона в третий раз. 14 июля 2012 года в четвертый раз Хагар отстояла титул чемпиона в Мюнхене. Бой завершился победой Хагар уже в третьем раунде с отправкой австрийской боксёрши Беттины Гранаси в нокаут.